# مایشندورف
مایشندورف (به آلمانی: Michendorf) یک شهر در آلمان است که در پوتسدام-میتلمارک واقع شده‌است. مایشندورف ۱۱٬۳۵۰ نفر جمعیت دارد.